# Warburg Pincus
Warburg Pincus est un fonds d’investissement américain basé à New York.

## Histoire
En 2012, Wardburg Pincus dirige une levée de fonds Série A (en) pour CrowdStrike après avoir engagé George Kurtz, ancien employé de McAfee, en tant que cadre en résidence.